# Papyrus Chester Beatty VI (Bibel)

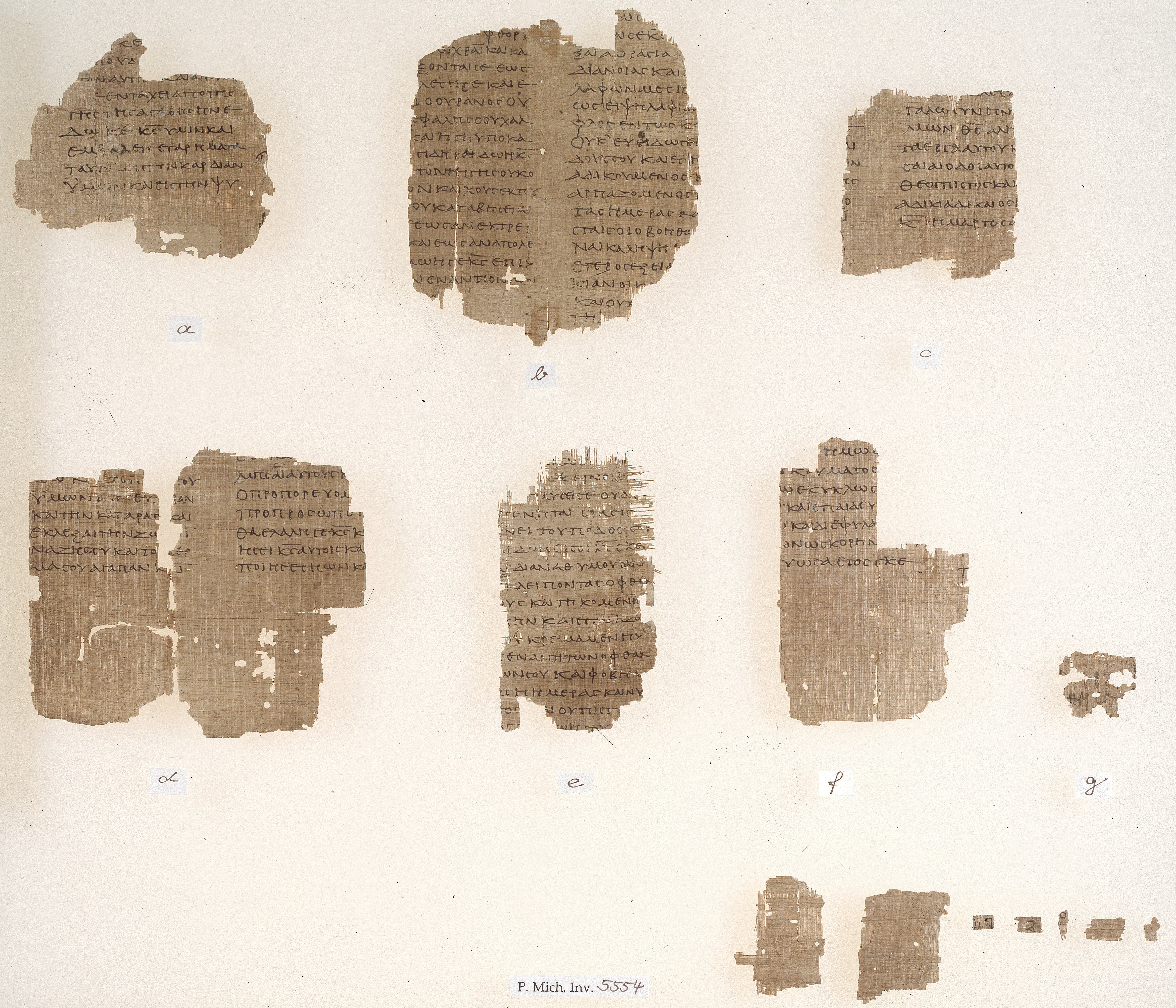
Papyrus Chester Beatty VI, Fragmente aus 4. Mose in Michigan

Der Papyrus Chester Beatty VI (Nr. 963 nach Rahlfs) ist das Fragment einer Papyrushandschrift aus der ersten Hälfte des 2. Jahrhunderts und gehört zu den biblischen Chester-Beatty-Papyri. Er enthält Teile des 4. und 5. Buches Mose in griechischer Sprache. Es sind 50 meist beschädigte Blätter erhalten, die in kleinen Unzialen in einer guten Schrift geschrieben sind.
Der Text des 4. Buches Mose hat Ähnlichkeit zum Text des Codex Vaticanus (B), der Text aus dem 5. Buch Mose zum Codex Sarravianus (G) und dem Codex Washingtonensis (Θ).
Die Fragmente wurden vor Ende 1931 in Ägypten durch den amerikanischen Sammler Alfred Chester Beatty erworben. Die meisten Fragmente befinden sich in der Chester Beatty Library in Dublin mit der Signatur P. Ch. Beatty VI, einige in der Ann Arbor Library der University of Michigan in Ann Arbor, Signatur P. Mich. Inv. 5554.

## Textausgaben
- Frederic G. Kenyon: The Chester Beatty Biblical Papyri. Descriptions and Texts of Twelve Manuscripts on Papyrus of the Greek Bible.  Emery Walker, London 1933–1937.